# Carla Marangoni
Carla Marangoni (italià: Clara Marangoni)  (Pavia, 13 de novembre de 1915 - Pavia, 18 de gener de 2018), erròniament anomenada Clara, va ser una gimnasta artística italiana que va competir durant la dècada de 1920.
El 1928 va prendre part en els Jocs Olímpics d'Amsterdam, on guanyà la medalla de plata en el concurs complet per equips del programa de gimnàstica.
Va morir el 18 de gener de 2018, amb 102 anys, sent la darrera esportista viva que havia participat i alhora guanyat una medalla als Jocs Olímpics d'Amsterdam.